# 地場衛
地場 衛（ちば まもる）は、メディアミックス作品『美少女戦士セーラームーン』の架空の人物。
全メディアミックス作品で第1話から登場。DICエンターテイメントによる北米版の名前はDarien Shields（ダリアン・シールズ）。

## 人物
タキシード仮面に変身する、月野うさぎ／セーラームーンの恋人。地球と同じ美しい青い目を持つ黒い髪の青年。初登場時は原作漫画が高校2年生、初代テレビアニメが大学1年生（想定年齢は原作の1歳上らしい）、実写版が高校3年生。うさぎからの愛称は「まもちゃん」。
容姿端麗な上に文武両道の秀才で、厳しいが思いやりがあり、女性や後輩に好かれやすい。6歳の誕生日に自動車事故で両親を亡くして記憶喪失になり、現在は両親の遺産で高層マンションに一人暮らし。ある時期を境に「幻の銀水晶を、お願い…」と語りかける謎の王女の夢を見るようになり、気づけばタキシードを着て夢遊病者のように「幻の銀水晶」を探して夜の街を徘徊していた。それからは「幻の銀水晶」を消えた記憶の鍵と思い、タキシード仮面となって探していた（原作では宝石専門の怪盗をする）。
うさぎとは丸められた赤点のテストを頭にぶつけられて出会い、うさぎを「お団子頭」と名付けて憎まれ口を叩く腐れ縁だった。銀水晶を探す悪の組織ダーク・キングダムと戦うセーラームーンを手伝っていたが、互いの正体を知って意識し合うようになる。さらにうさぎの前世・月の王女セレニティと恋に落ちた地球の王子・エンディミオンの記憶を思い出して恋人同士になった。第2部では未来から来たうさぎとの娘・ちびうさと出会い、父親であり夫の自覚が芽生えた。
医大生に進学する原作漫画では高校の制服のブレザーかシャツ姿がほとんどで、学習時には眼鏡をかける。遺伝子工学生の初代テレビアニメでは深緑のジャケットと黒のハイネックシャツがトレードマーク。初代テレビアニメ版『劇場版R』ではフィオレという幼馴染がいる。実写版では幼馴染の日下陽菜と婚約していた。
原作漫画の担当編集者・小佐野文雄によると、タキシード仮面のモデルは当時麻布十番の夜の街を闊歩したディスコの黒服。原作者・武内直子によると衛のイメージは東山紀之で、タキシード仮面は『まじっく快斗』と『名探偵コナン』の怪盗キッド（黒羽快斗）のイメージ（原作初登場時にはうさぎに「まるで怪盗ルパンみたい」と言われている）。初代テレビアニメの初代監督・佐藤順一によると、初代テレビアニメのバラを投げるタキシード仮面のモデルは『水戸黄門』の風車の弥七。

### 前世・未来
前世
地球がひとつの王国だった頃の古代に生きた、『地球国』の王子プリンス・エンディミオンを前世に持つ。「月と地球の人間は通じてはならない」という掟を破り、うさぎの前世である月の王国『シルバー・ミレニアム』の王女、プリンセス・セレニティと恋に落ちた。その仲を妬んでダーク・キングダムに操られたクイン・ベリルの扇動で地球国が月に侵攻し、セレニティを庇って命を落とす。その後「幻の銀水晶」の力で20世紀の地球に地場衛として転生した。初代テレビアニメでは、クイン・メタリアの攻撃でセレニティと共に命を落とした。
ダーク・キングダム四天王は本来エンディミオンに仕える騎士だが、初代テレビアニメでこの設定は触れられない（ゲーム版ではこの設定を使用したストーリーが展開された）。原作第四部によると地球国の正式な名前は『ゴールデン・キングダム』で、聖地エリュシオンの祭司エリオスの守護を受けてきた。
初代テレビアニメでは、セレニティに贈られた「星のオルゴール」を所持していた。『アニメイトカセットコレクション3』では、戦争の数年前にプリンセス・セレニティとの密会を咎められて魔の穴「安らぎの井戸」をくぐる試練を受け、「幻の銀水晶」の力で20世紀に呼び寄せられた。
未来
「幻の銀水晶」の力で築かれた30世紀の未来都市『クリスタル・トーキョー』の王、キング・エンディミオンに即位。女王ネオ・クイーン・セレニティに即位した妻のうさぎを支え、娘スモール・レディ・セレニティ（ちびうさ）をもうける。原作・『Crystal』では「幻の銀水晶」の力で不老長寿となったが、初代テレビアニメでは大変動の影響で千年眠っていたという設定である。

### プロフィール
- 年齢：17〜20歳（原作）、18[1]〜21歳（初代テレビアニメ）、18歳（実写版）
- 誕生日：8月3日
- イメージジュエリー︰ゴールド
- 星座：獅子座（獅子座の守護星は太陽。諸説あるが地球には守護星がない）
- 血液型：A型
- 好きな色：黒
- 好きな食べ物：チョコレート
- 苦手な食べ物：グリンピース（初代テレビアニメ版ではピーマン）
- 得意な教科：物理
- 苦手な教科：なし
- 趣味：読書
- 特技：陸上
- 苦手な物：うさぎの泣き落とし
- 将来の夢：医者
- 経歴：私立元麻布高校（原作・『Crystal』。初代テレビアニメ・実写版では不明）→KO大学（原作。初代テレビアニメでは最初から東西大学）→ハーバード大学留学。

## 原作漫画・『Crystal』版
初登場時は超進学校・私立元麻布高校の2年生。第4部でKO大学の医学部に進学、第5部でハーバード大学に留学する。スポーツ万能で偏差値90の頭脳を持つ。セーラームーンに勇気を与えて幻の銀水晶の覚醒を促すことができる。
うさぎを「うさこ」と呼び、第3部以降は「うさ」と呼ぶ。サイコメトリー能力を持ち、傷を癒やすヒーリング、霊的存在を見聞きするチャネリング、透視などを操り、地球の傷を感じて癒やすことも可能。高校にバス通学し、浅沼一等などの後輩からは尊敬されている。原作ではピアスをつけるイラストもある。強くなっていくうさぎを見て「無力な俺は足手まといではないか」と寂しく思っている。
初登場時は宝石専門の怪盗・タキシード仮面に変装して「幻の銀水晶」を探しており、宝石店の「OSA-PI」を下見に来た時にうさぎと出会った。ダーク・キングダムのゾイサイトにエナジーを奪われて気絶したうさぎをセーラームーンと知って変身させ、ムーンスティックを目覚めさせて倒れた彼女を自宅で介抱して正体を明かす。ムーンフェイズの懐中時計を落としてうさぎに拾われ、ハンカチとのトレードを約束していた。懐中時計が前世の記憶を呼び覚ますアイテムとなる。
第1部後半でクンツァイトの攻撃からセーラームーンを庇って倒れ、セーラームーンが幻の銀水晶を覚醒させて変身したプリンセス・セレニティの力で、前世の記憶を取り戻して力尽きる。クイン・ベリルの暗黒の力を屍に注がれて操られ、古幡元基の親友・遠藤になりすますとうさぎに接触して司令室に侵入。セーラームーンに「真の月の力」とは何かを問いつめるが、セーラームーンの抱えた伝説の聖剣に貫かれてキスを受ける。クイン・メタリアの内部で失明しながら正気に返り（『Crystal』では失明しない）、聖剣を受け止めた四天王の石の思念体にメタリアの急所を聞き、メタリアと戦うセーラームーンをサポートした。幻の銀水晶の真の力を浴びて視力を回復させ、失神したうさぎをキスで起こすとヒーリング能力で地球の傷を癒やし、晴れてうさぎと結ばれる。
第2部では四天王の宝石に眠る思念体と会話できるようになり、うさぎをセーラー戦士に任せてブラック・ムーン一族に怯えるちびうさの世話をする。ちびうさにタキシード仮面人形をあげて「セーラームーンは無敵だよ」と励まし、セーラームーンとの愛の力で新しい武器「ムーンロッド」を生み出した。30世紀では未来の自分・キングエンディミオンの力でサイコメトリーを応用した必殺技「タキシード・ラ・スモーキングボンバー」を手に入れ、心の迷いで銀水晶の力を発揮できないセーラームーンの代わりに戦った。時空の狭間に消えたちびうさを探す途中でブラックレディに洗脳されるが、セーラープルートが時間を止めるとムーンロッドのエナジーで正気に返る。プリンス・デマンドをセーラームーンとの愛の力で倒し、惑星ネメシスと一体化したデス・ファントムと戦うセーラームーンを支えた。
第3部ではちびうさの宿題の紙粘土の聖杯作りをうさぎと手伝い、セーラームーンとちびムーンとのエナジーで「伝説の聖杯」を誕生させる。ミストレス9に銀水晶を奪われたちびうさの肉体を生かすため、エナジーを与え続けて命を共有し、銀水晶を返しに来た土萠ほたるに出会う。回復して決戦に向かったセーラーちびムーンをさみしく見送るが、ちびムーンのエナジーに反応してタキシード仮面に変身する力に目覚め、決戦に参加した。聖杯と銀水晶を抱えてファラオ90に特攻したセーラームーンをなすすべなく見守り、銀水晶の光で世界を救ったネオクイーンセレニティの姿のセーラームーンをメシアと悟る。
第4部では地球国の守護石「ゴールデン・クリスタル」を探す祭祀エリオスが登場。皆既日食の日のデッドムーンサーカス来日記念セールでうさぎとちびうさにガラスの万華鏡を購入するが、エリオスにかけられたデッド・ムーンのネヘレニアの呪いがうつり、黒バラを肺に咲かせて衰弱していく。呪いをうつさないようにうさぎを拒むが、「あなたの苦しみは私の苦しみよ」と涙ながらに訴えるうさぎを受け入れた。うさぎに呪いをうつしてしまい、呪いの第二段階の幼児化でさらに衰弱したが、エリオスとエリュシオンに残された力で救われる。エリオスの最期を感知してネヘレニアの悪夢に蝕まれるセーラー戦士に喝を入れ、ネヘレニアに打ちのめされたムーンにキスをしてパワーアップを導く。エターナルセーラー戦士の覚醒を受けてゴールデン・クリスタルを胸の奥から覚醒させると、銀水晶が変身した「シルバームーン・クリスタル」との共鳴でネヘレニアを倒した。エリュシオンが救われるとゴールデン・クリスタルの力でキングエンディミオンの姿に変身し、ネオクイーンセレニティの姿のムーンと戴冠式のように並んで世界を浄化する。
第5部ではハーバード大学への留学が決まり、空港でうさぎに婚約指輪を贈った直後にシャドウ・ギャラクティカにゴールデン・クリスタルを抜かれて消滅する。その後ギャラクシアに操られた状態で復活するが、彼女にコルドロンの海に還されてしまった。カオスとの最終決戦後、コルドロンの海の中でうさぎと再会し、数年後にちびうさを懐妊したうさぎと結婚した。
劇場版『Cosmos』ではセーラーコスモスの回想シーンにて、衛に瓜二つの人物（容姿は衛だが、キング・エンディミオンの服装をしている）がセーラーカオス率いる敵軍団と戦っている姿が描かれているが、セーラーコスモスのように、転生を繰り返した地場衛の姿かどうかは不明。

## 初代テレビアニメ
初登場時は東西大学の1年生で、遺伝子工学専攻。『スターズ』でハーバード大学に留学する。古幡元基は同じ大学に通う親友。愛車はアルファロメオ・SZとBimota Tesi 1D。シャイで落ち着いた雰囲気だが、家族がいない寂しさを抱えている。野暮ったい服を好んで特にブラック・ムーン編からはズレた感性を見せる。『無印』ではうさぎを「お団子頭」「たんこぶ頭」とからかうが、正体を知ってからは「うさぎ」と呼ぶ。ブラック・ムーン編から原作に合わせて「うさこ」と呼び始めた。
懐に入れた赤い薔薇にはセーラームーン（うさぎ）を想う愛のエナジーを込め、敵に投げつけて浄化の力を生じさせる。多くは単独行動を取り、セーラー戦士の変身に応じて出動するが、タキシード仮面のみの出演回もしばしば。御曹司にもかかわらずアルバイトで交際費を稼ぎ、うさぎのおねだりで財布が空になることもある。中学生組とちびうさの保護者代わりで、うさぎ達の友情を応援しているが、作戦の一環で全員分の焼肉をおごらされてタキシード仮面の姿で「私のバイト代を無駄にするな」と言ったことも。
優しく正義感がある人物を好み、女性にも厳しい意見を言うタイプ。ちびうさ登場からはうさぎとの結婚を意識しているが、友人に中学生との恋愛を否定される描写がいくつかあり、両想いになってからも人前ではうさぎといちゃつきたがらない。『劇場版R』では自動車事故直後のうさぎとの出会いが描かれ、妊娠中の育子を見舞いに来たうさぎに「幸せのおすそ分け」とバラをもらい、当時の親友フィオレへの餞別に譲っている。
『無印』では自分に自信がない夢野ユメミを「自分を幸せにできない人間が他人の幸せもない」と突き放すなどの冷めた性格を持ち、街中でうさぎに偶然会っては嫌味を言う一方で、前世の記憶を求めて分裂した意識がタキシード仮面に変身した。うさぎ達を子供扱いするが、レイの押しに負けて何度かデートに応じた。特にレイを好きなわけでもなく、微妙にうさぎを気にしている。タキシード仮面時の記憶を持たないが、プリンセスの夢を通して自分がタキシード仮面と気づき、四天王のゾイサイトが妖魔七人衆から抜き取る幻の銀水晶のかけら「虹水晶」を奪い去る。星のオルゴールを落としてセーラームーンに拾われ、プリンセスを探している彼女に預けた。
ゾイサイトとセーラー戦士から虹水晶を奪っていくが、偽セーラームーンに変装したゾイサイトに正体を知られて罠にはまってしまう。うさぎと逃げ込んだスターライトタワーのエレベーターでうさぎの変身を目撃して正体を明かすが、ゾイサイトの攻撃からセーラームーンを庇って倒れ、幻の銀水晶が目覚めると前世の記憶を蘇らせて力尽きてしまう。その後クイン・ベリルに洗脳されてダーク・キングダム最高司令官ダーク・エンディミオンとなるが、騎士道精神からセーラームーンに手出しはしなかった。最終決戦ではクイン・メタリアの暗黒のエナジーに支配されてセーラームーンを襲うが、星空のオルゴールの思い出で意識を取り戻す。うさぎを襲ったベリルと相打ちに近い形で倒れて「普通の女の子に戻ってかっこいい彼氏を見つけろ」と言い残した後、うさぎの最後の願いでダーク・キングダムとの戦いの記憶を消されて転生した。
『R』魔界樹編ではうさぎと腐れ縁だったが、記憶を取り戻したうさぎに告白され、銀河夏美にも好かれて困惑する。うさぎを相手にしないものの、うさぎにアタックする銀河星十郎を複雑に思っていた。タキシード仮面に変身しない代わりに、「うさぎを守りたい」という想いが分裂した「月影の騎士」がセーラー戦士を助けた。魔界樹編終盤で月影の騎士と合体してうさぎと結ばれ、再びタキシード仮面に変身できるようになる。
『R』ブラック・ムーン編では「うさぎと結ばれれば地球とうさぎは破滅する」という予知夢を受け、愛想尽かしを偽ってうさぎと別れるが、セーラームーンのピンチには必ず助けに現れた。その後も諦められないうさぎを避け続けたが、同じ予知夢を見たうさぎに事情を明かして「まもちゃんと一緒なら死んでもいいよ」と答えたうさぎを拒むものの追いかけて復縁した。実はこの予知夢は、未来の自分であるキング・エンディミオンが二人の絆を確かめるために見せたものだった。プリンス・デマンドにさらわれたうさぎを救出し、キング・エンディミオンにちびうさの正体がうさぎとの娘と聞く。ブラック・レディをうさぎと抱きしめてちびうさの姿に戻し、銀水晶の力でデス・ファントムと戦ううさぎとちびうさを支えた。
劇場版『R』では少年時代の親友・フィオレと再会し、うさぎとの仲を受け入れられないフィオレにさらわれる。フィオレにエナジーを奪われたうさぎをバラ攻撃で助け出して小惑星の衝突を止める彼女を支え、力尽きたセーラームーンにエナジーの花の蜜を口移しで与える。
『S』では負傷した状態でうさぎと庇い合い、二人の愛の力でスパイラルハートムーンロッドを生み出す。うさぎの誕生日を知らずに怒らせてしまうが、レイの協力でうさぎが欲しがっていたガラスの靴をプレゼントした。妖花テルルンとの戦いではバラ攻撃でデス・バスターズ幹部のテルルとハイパーテルルンを妨害した。セーラームーンに協力して土萌ほたるを助けたが、ミストレス9に「ピュアな心」を抜かれて仮死状態のちびうさにエナジーを与え、ほたるが変身したセーラーサターンに出会う。最後の戦いには参加しないが、ウラヌス・ネプチューンに襲われたうさぎに駆け出そうとした仲間を止めて様子見させた。
『SuperS』ではデッド・ムーンの幹部タイガーズ・アイに「女ったらしのような恰好」と言われてから度々衝突している。高校時代からの同級生・沙織（声 - 小林優子）と後輩の小林（声 - 高木渉）にうさぎとちびうさを紹介するが、「中学生と交際している」という事実に気まずい空気が流れた。衛に想いを寄せる沙織はうさぎとの交際を信じられなかったが、衛を命がけで庇ったセーラームーンの正体を知って身を引く。その後も二人との交流は続いている。人間の少女に変身したデッド・ムーンの幹部フィッシュ・アイに火遊びの恋を求められて「そういうのは夢がない」と拒絶し、うさぎを愛する理由を聞かれ「夢をいっぱい持っているから」と答え、夢を持たないフィッシュ・アイを絶望させてしまう。地上を侵したネヘレニアの呪いで倒れてしまうが、夢を通して祭祀エリオスに聖地エリュシオンへと誘われ、呪いの黒バラの中に一輪の赤いバラを見つけてエリオスを励ました。
『スターズ』ではネヘレニアの夢の鏡の破片に心を操られ、うさぎを拒んでネヘレニアにさらわれる。ちびうさが生まれる未来も消えてしまうが、涙で鏡を洗い流してうさぎの愛に共鳴し、復活したセーラー戦士と協力してネヘレニアを悪夢から解放した。その後ハーバード大学の留学に出発し、飛行機の中でシャドウ・ギャラクティカのギャラクシアに襲われてスターシードを抜かれて消えてしまう。うさぎは衛の死を知らず、終盤でギャラクシアの口から告げられるまで衛はアメリカにいると思っていた。ギャラクシアが心を取り戻すと、スターシードを返されてうさぎに再会する。いつも通りうさぎとデートし、どれくらいうさぎが好きか聞かれて「一緒にいると元気になるくらい」と答える場面で物語は終了する。

## 実写版
初登場時は高校3年生だが、学校名は不明。初代テレビアニメ同様、同じ学校の古幡元基とは親友で、バイクを愛用する。事故の後は日下家の後見を受けて育ち、日下家の娘・陽菜とは婚約していた。ぶっきらぼうだが責任感が強く、地球の王子として星を守ろうとする意識が強い。
高校卒業と同時に陽菜とロンドン留学しようとするなど、オリジナルの設定が追加された。うさぎとの出会いも、銀水晶の内偵中にモデルの衣裳部屋に侵入したうさぎと遭遇した出来事に変わっている。うさぎと交際してからも口喧嘩はやめず、テレビアニメと同じく「うさぎ」と呼び続け、デタラメなタキシード仮面誕生秘話を教えてからかったこともある。
四天王を人質にされてクイン・ベリルの配下に自ら下り、うさぎを想うたびにエナジーを吸い取る石を胸に埋め込まれてしまう。石にほとんどのエナジーを吸い取られ、クイン・ベリルに「最後に一度だけうさぎに会いたい、その間だけ石の力を止めてほしい」と頼んでうさぎとの最後のデートをした。うさぎと愛を信じ合うことを約束し、うさぎの前世セレニティの負の心がクイン・メタリアの正体だと教えた。
ベリルの下に戻り、暴走したメタリアを体の中に取り込んで自害しようとするが、体を乗っ取られて「メタリア・エンディミオン」になってしまった。自ら望んでセーラームーンに倒されたが、ショックを受けたセレニティの意思（プリンセス・セーラームーン）が星を滅ぼしてしまう。正気に帰ったうさぎの前に衛の幻が現れ、銀水晶の力なら世界を戻せるが命の危険があると教えた。再生した世界の外にうさぎと残されるが、セレニティと亜美たちの意思でうさぎが命を得ると、吸い取られたエナジーを四天王に返されてよみがえった。
Special Act.ではうさぎとの結婚直前に四天王にさらわれ、ダーク・キングダムを再建したベリルの分身・黒木ミオに結婚を迫られる。本物の四天王の到着を待ちながら様子を伺い、うさぎを守りながら四天王を率いてミオの妖魔と戦った。駆けつけたセーラー戦士がミオを倒すと、元基達や四天王に祝福されてうさぎと結婚し、うさぎをバイクに乗せてハネムーンへと旅立つ。

## ミュージカル版
バンダイ制作版のミュージカルは基本的に初代テレビアニメ版を踏襲しているが、タキシード・ラ・スモーキングボンバーやゴールデン・クリスタルなどの原作設定の一部も使われている。反対にネルケ制作版のミュージカルは、基本的に原作版を踏襲している。
平光琢也脚本の作品には、前世でのエンディミオンとクイン・ベリルが国の事情で婚約していた設定があり、バンダイミュージカルではギャラクシアがクイン・ベリルを蘇らせ、操った衛を用意して従わせるシナリオが登場する。
『愛の戦士への道』ではデス・バスターズのデス・マネッチャーズが変装した偽タキシード仮面が大勢登場し、その内の一人にうさぎに貰ったミサンガを着せ、デス・マネッチャーズに紛れてアジトに潜入した。
『夢戦士〜愛・永遠に〜』の通常版ではデッド・ムーンに操られていたほたるを救い、セーラームーンに30世紀での再会を約束して死に完結する。改訂版ではセーラーサターンに蘇生され、観客の子供たちの声援とゴールデン・クリスタルの力でセーラームーンをエターナルセーラームーンにパワーアップさせた。
『セーラースターズ』ではアメリカからうさぎに手紙を送るが、実はシャドウ・ギャラクティカの一員・MCフライに変装してアジトに潜入していた。ギャグパートではちびうさとほたるが飛ばされた江戸時代にそっくりさんが登場（通常版ではバカ殿風の麻布城の城主でうさぎ似の魚屋の少年一心うさの助と恋に落ちる。改訂版はバラの入れ墨の遊び人のキンさんで鼠小僧うさ吉と結ばれた）。
『永遠伝説』の通常版ではクイン・ベリルがキング・エンディミオンを洗脳するが、その後ギャラクシアに操られたタキシード仮面にすり替えられ、ベリルを抹殺してセーラームーンに倒された。改訂版では冒頭でギャラクシアにスターシードを抜かれた後で操られ、十番高校の体育教師に変装してレイを陥れる。通常版と同じ流れでクイン・ベリルを抹殺し、さらにセーラームーンの力を奪おうとしたが、セーラームーンのキスで意思を取り戻して消滅する。
『かぐや島伝説』ではうさぎたちとかぐや島の宝探しツアーに行くが、うますぎる話に敵の罠ではないかと怪しんでいた。また、30世紀からキング・エンディミオンが「スペースナイト」という姿で助っ人に現れている。30世紀のキングの家庭生活が描かれ、家事が苦手な妻の代わりに主夫をやっており、機嫌の悪い妻と反抗期の娘に困っていた。

## タキシード仮面
「幻の銀水晶」の捜索およびセーラームーンを守るために誕生した、黒いタキシード（実際は燕尾服の燕尾部分をとったメスジャケット）に身を包む白い仮面の男。
黒と赤のマント、黒いシルクハットを着用。テレビアニメと実写では伸縮可能なステッキも持つ。初代テレビアニメ以外ではシルクハットはすぐに脱げ、次第に省略された。原作・『Crystal』では金の勲章を装備し、実写では藍色の石を飾った仮面を装備する。原作・実写・『Crystal』の仮面は常に透けているが、初代テレビアニメでは重要な場面を除いて目元が隠れる。
原作と『Crystal』シリーズ
自分でこの姿に着替えて宝石専門の怪盗をした（実写版番外編でも自力で着替えた）。セーラー戦士と行動を共にし、セーラームーンにキスやハグなどで勇気を与えて銀水晶の覚醒を促すことができる。回復・破壊・探知を兼ね備えた接触感応能力「サイコメトリー」を持ち、第一部では地球を癒やす回復役だが、第二部では未来のキング・エンディミオンの導きでサイコメトリーを強化した浄化技「タキシード・ラ・スモーキングボンバー」を獲得、第三部ではちびうさのエナジーで変身能力に目覚める。第四部で太陽の守護を持つ「ゴールデン・クリスタル」の守護者であることが判明する。
初代テレビアニメ
赤いバラの魔力によってフラメンコ調のBGMで変身する。当初はセーラームーンを見守るように現れた衛の別人格として現れ、怪盗ではないが銀水晶を求めて虹水晶を手に入れようとした。セーラー戦士がピンチになると赤いバラを手裏剣のように投げて現れ、敵に隙を作って助言すると大抵は去っていく。衛の意志に関係なくセーラームーンのメイクアップや危機を感知して変身・出動したが、後に自分の意思で変身するようになる。
備考
プリンス・エンディミオンは、ギリシア神話で月の女神セレーネー（Σελήνη, Selene）に愛されて永遠の眠りについた羊飼いの美青年エンデュミオーン（Ἐνδυμίων, Endymion）に由来。必殺技「ラ・スモーキング・ボンバー」はタキシードの原型となった喫煙用の紳士服「スモーキングジャケット」に由来。なお、服飾学的に言えば着ているのはタキシードではなく、「スペンサージャケット」と呼ばれる尾のない燕尾服である。
地場衛の獅子座の守護星は太陽であり、地球国の正式名ゴールデン・キングダムも月の王国シルバー・ミレニアムと対になるように太陽のイメージから取られた。黒や白のタキシードは結婚式の新郎の服でもあり、プリンセス・セレニティのウェディングドレスのような装いと親和性がある。
テレビアニメ版のカセットコレクションでは、「タキシードパワー・メイクアップ！」という変身呪文と決め台詞「愛と気品のタキシード服美青年戦士、タキシード仮面！ただいま見参」が登場した。

### その他の形態
プリンス・エンディミオン（実写版ではマスター・エンディミオン）
タキシード仮面が変身する、古代の地球（地球国ことゴールデン・キングダム）の王子の姿。紺色の礼服に黒と赤のマントを羽織り、鎧と剣を装備。
原作
太陽の守護を持つ地球の王子。聖地エリュシオンの祭司エリオスを守護祭司に持つ。地球を外部から守るエンディミオンと地球を内部から守るエリオスで地球を守っていた。
初代テレビアニメ
『劇場版R』と『SuperS』で変身した。
実写版
「Special Act」で変身した。白い礼服とエメラルドグリーンのマントを着用。
キング・エンディミオン（原作第4部、『Eternal』）
タキシード仮面が「ゴールデン・クリスタル」を覚醒させて変身する、未来の地球（クリスタル・トーキョー）の王の姿。
シルクハットを脱いだタキシード仮面のような服装だが、白いタキシードと薄紫のマントを着ている（初代テレビアニメではタキシードとマントの色を反転させている）。四つの金の勲章も装備。原作のセーラープルートによるとラベンダーのマントは美しい朝焼けの色。
ダーク・エンディミオン
初代テレビアニメ第1期後半に登場。クイン・ベリルに洗脳されたタキシード仮面がダーク・キングダム最高司令官になった姿。普段はプリンス・エンディミオンの姿だが、戦闘時はタキシード仮面に変身して黒いバラを投げる。
騎士道精神が強く、妖魔の卑怯な作戦を嫌ってセーラー戦士を助けたり、戦いが苦手なセーラームーンを襲うこともしなかった。終盤ではクイン・メタリアの暗黒のエナジーを注ぎ込まれ、ダーク・キングダムの従順な配下になってしまう。
月影の騎士（つきかげのナイト）
初代テレビアニメ『R』の「魔界樹編」に登場。うさぎを守りたいという潜在意識が一人歩きした分身で、無印前半のタキシード仮面と似たような存在。月光仮面風の白いアラビアの民族衣装を着用して短剣を持つ。初期設定のコスチュームは『R』魔界樹編のOPで登場。
白いバラを投げてセーラー戦士を助け、5・7・5で一句詠んでから「アデュー(adieu)」と言い残して去っていく。最後は魔界樹との戦いでセーラームーンに正体を明かし、衛と融合・消滅した。
メタリア・エンディミオン
実写版の終盤に登場。クイン・メタリアを体に封じこめようとして支配された姿。マスター・エンディミオンと色違いの黒い礼服を着ている。
スペース・ナイト
バンダイ版ミュージカル『かぐや島伝説』に登場。未来のキング・エンディミオンが過去のセーラー戦士を救うために変装した姿。プリンス・エンディミオンと似た服装だが、黒いゴーグルと銀色のマントを着用している。

### アイテム
ステッキ（原作漫画第2部、アニメ、実写ドラマ・ミュージカル全てに登場）
タキシード仮面が持つ白いステッキ。
初代テレビアニメ・実写
棒術を利用した攻撃やバトンのように回す防御に使う。伸縮自在でビリヤードのキューのように使える。
原作漫画および『Crystal』
第2部のみ登場。伸縮可能かは不明。Act15でティアラをコーアンの炎に弾き返されたセーラームーンを助けるために使うなど、武器として使用した。
赤いバラ（初代テレビアニメ、ミュージカル）
手裏剣のように投げる聖なるバラ。セーラームーンを想う愛のエナジーから作られ、ほのかに浄化の力を宿す。ダーク・キングダムの幹部時代は黒いバラ、月影の騎士の時は白いバラを使用した。
原作でも赤いバラを持つタキシード仮面人形や、タキシード仮面がバラを持つ扉絵イラストも存在するなど、イメージアイテムとして採用された。
懐中時計（原作漫画第1部・第2部冒頭、『Crystal』・実写ドラマ）
衛が持ち歩いていたムーンフェイズの懐中時計。満月と星の夜空をイメージした星型の金の時計（太陽の形にも見える）。
原作
うさぎを抱き上げた時に壊れてうさぎに譲った。うさぎのハンカチとトレードを約束したが、実際にトレードしたかは不明（『Crystal』ではメタリア戦後にトレードした）。クンツァイトからセーラームーンを庇った時に割れ、逆回りして前世の記憶を呼び覚ます。うさぎと衛が出会うと再び動き、セーラームーンの胸の中で聖剣を受けて大破する。第二部冒頭で修理され、未来のキング・エンディミオンが似た時計を所持した。
実写版
マフラーのお礼にうさぎに渡した。色や大きさ、チェーンの長さは原作と異なる。
星空のオルゴール（初代テレビアニメ第1期）
タキシード仮面が落とした星型の金のオルゴールロケット。開けると「ムーンライト伝説」のメロディーを流す。セーラームーンに拾われてそのまま預けた。
セレニティがエンディミオンに贈った宝物で、夢野ユメミのお姫様と王子様の絵にも登場。暗黒のエナジーで操られた衛の意識を惹きつけ、エナジーの光で元の記憶を呼び覚ました。
四天王の石（原作漫画第1部以降、『Crystal』、PCエンジン、ANOTHER STORY）
肉体を失った四天王（ジェダイト、ネフライト、ゾイサイト、クンツァイト）が姿を変えた四つの聖なる石。
ベリルの配下となったタキシード仮面に拾われ、タキシード仮面の胸の中で伝説の聖剣を受けた。第2部からは衛の部屋に安置される。普段は瞑想しながら衛を見守り、ときどき思念体が現れて衛に助言している。
ゲーム版
PCエンジン版では内部戦士に力を貸した四天王が石の姿になり、衛に別れを告げてうさぎの銀水晶の力で転生していった。SFCゲーム『ANOTHER STORY』では衛の部屋に安置され、衛が倒れるとうさぎたちに話しかける。
タキシード仮面人形（原作漫画第2部・『Crystal』、初代テレビアニメ『R』）
UFOキャッチャーの景品で赤いバラを抱えたタキシード仮面のぬいぐるみ。ちびうさを慰めるために使った。未来に帰るちびうさにプレゼントする。
通信機（原作漫画第3部・『Crystal』第3期）
うさぎとお揃いのブレスレット型通信機。第三部で初登場するが殆ど使われなかった。『Crystal』では初代テレビアニメ版の天王はるかと海王みちるの通信機と同型で、満月と仮面が入った黒いカプセルタイプ。
ゴールデン・クリスタル（原作漫画第4部以降・『Eternal』・ミュージカル）
地球の王子の力に覚醒したタキシード仮面の胸の中から現れた、太陽の輝きを宿す黄金色の結晶。聖なる光を発して地球とエリュシオンにエネルギーを与える。
タキシード仮面のセーラークリスタルでもあり、「幻の銀水晶」のように蓮の花に似た結晶に包まれている。
初代テレビアニメ
地上の人間たちの「美しい夢」の力を宿す結晶で、エリオスに守護されて自らの意思で持ち主を選ぶ。ただし『スターズ』に登場したタキシード仮面の「地球のスターシード」は金色だった。
ミュージカル
『SuperS』では観客の声と衛のゴールデン・クリスタルがセーラームーンをエターナルセーラームーンに変身させた。
バラ水晶（ANOTHER STORY）
SFCゲーム『ANOTHER STORY』に登場。遠い昔、ゴールデンキングダムにあったプリンス・エンディミオンの宝石。赤いバラの花の形をしている。

### タキシード仮面の技
サイコメトリー（原作漫画第2部以降、初代テレビアニメ）
衛の生まれ持った超能力。不思議な力を持つ金色のオーラを手から発する。
原作
手で触れてあらゆるものを感じる能力。指先からオーラパワーを発して感じたり、その力を「ヒーリング」や衝撃として他人に与えることもできる。手を使わずに物を動かす「サイコキネシス」を操ったり、地面に触れて地球の傷を感じ取り、深刻でなければヒーリングで治癒できる。
第2部で存在が明かされるが、記憶の覚醒以前からも使用した（第一部のゾイサイトからのうさぎの救出、第2部の浅沼一等の入試合格の予言など）。第三部では聖体を抜かれたちびうさの肉体を生かすためにエナジーを与え続けた。
初代テレビアニメ
特に名前はないが便宜上ここに記載。赤いバラを手から生み出したり、セーラームーンの変身や助けを必要とする時を感知して瞬時に移動する。無印ではセーラームーンが変身すると頭痛を起こしたり、睨むだけで不良を怯ませて退散させた。『S』では喝を入れることで卑怯な人間を退散させたり、ルナの力でピュアな心を抜かれたちびうさの肉体にエナジーを与え続け、『SuperS』ではフィッシュ・アイの擦り傷をヒーリングで治癒した。
バラ攻撃（初代テレビアニメ、ミュージカル）
赤いバラを手裏剣のように投げて敵を怯ませる。コンクリートを貫く力を持つ。ブラック・ムーン編からは「タキシード・ラ・スモーキング・ボンバー」の代わりに使われ、複数輪を一度に投げる強化版が登場した。ダイモーンの動きを封じる結界を作ったり、赤い光線に変えて物体を消滅させる描写もある。
タキシード・ラ・スモーキング・ボンバー（原作漫画第2部以降、『Crystal』、ミュージカル）
未来のキング・エンディミオンにサイコメトリーの覚醒を促されて獲得した浄化技。強烈な白い熱光線を手から発射する。バンダイ版・ネルケ版のいずれのミュージカルでも採用された。
ピンクシュガー・タキシード・アタック（原作「かぐや姫の恋人」より）
セーラーちびムーンの「ピンクシュガー・ハート・アタック」との合体技。ちびムーンとピンクムーンスティックを抱えて技を出した。

## キャスト
声優
- 古谷徹（初代テレビアニメ、ゲーム、ドラマCD）
- 緒方恵美（『劇場版R』・幼少時代）
- 野島健児（『Crystal』シリーズ）
- 田村睦心（『劇場版 美少女戦士セーラームーンEternal』・幼少時代）

俳優
- 渋江譲二（実写ドラマ版）
- 佐野瑞樹（バンダイミュージカル版・初代）
- 望月祐多[注 10]（バンダイミュージカル版・2代目）
- 榎本雄太（バンダイミュージカル版・3代目）
- 天野浩成（バンダイミュージカル版・4代目）
- 江戸英雅（バンダイミュージカル版・5代目）
- 浦井健治（バンダイミュージカル版・6代目）
- 城田優（バンダイミュージカル版・7代目）
- 宮本行（バンダイミュージカル版・8代目）
- 大和悠河（ネルケミュージカル版・9代目）※宝塚歌劇団卒業後初めての出演で、以来女性が演じるようになる。
- 石井美絵子[注 11]（乃木坂46ミュージカル版・10代目）
- 立道梨緒奈[注 12]（THE SUPER LIVE）
- 青羽ひかり / Sufa（ショーレストラン SHINING MOON TOKYO）※ダブルキャスト